# Grabovac (Trstenik)
Grabovac (em cirílico: Грабовац) é uma vila da Sérvia localizada no município de Trstenik, pertencente ao distrito de Rasina, na região de Zapadno Pomoravlje. A sua população era de 131 habitantes segundo o censo de 2011.

## Demografia
| 1948 | 1953 | 1961 | 1971 | 1981 | 1991 | 2002 | 2011 |
| ---- | ---- | ---- | ---- | ---- | ---- | ---- | ---- |
| 634  | 679  | 798  | 1168 | 1465 | 119  | 125  | 131  |